# Nickelodeon (cine)

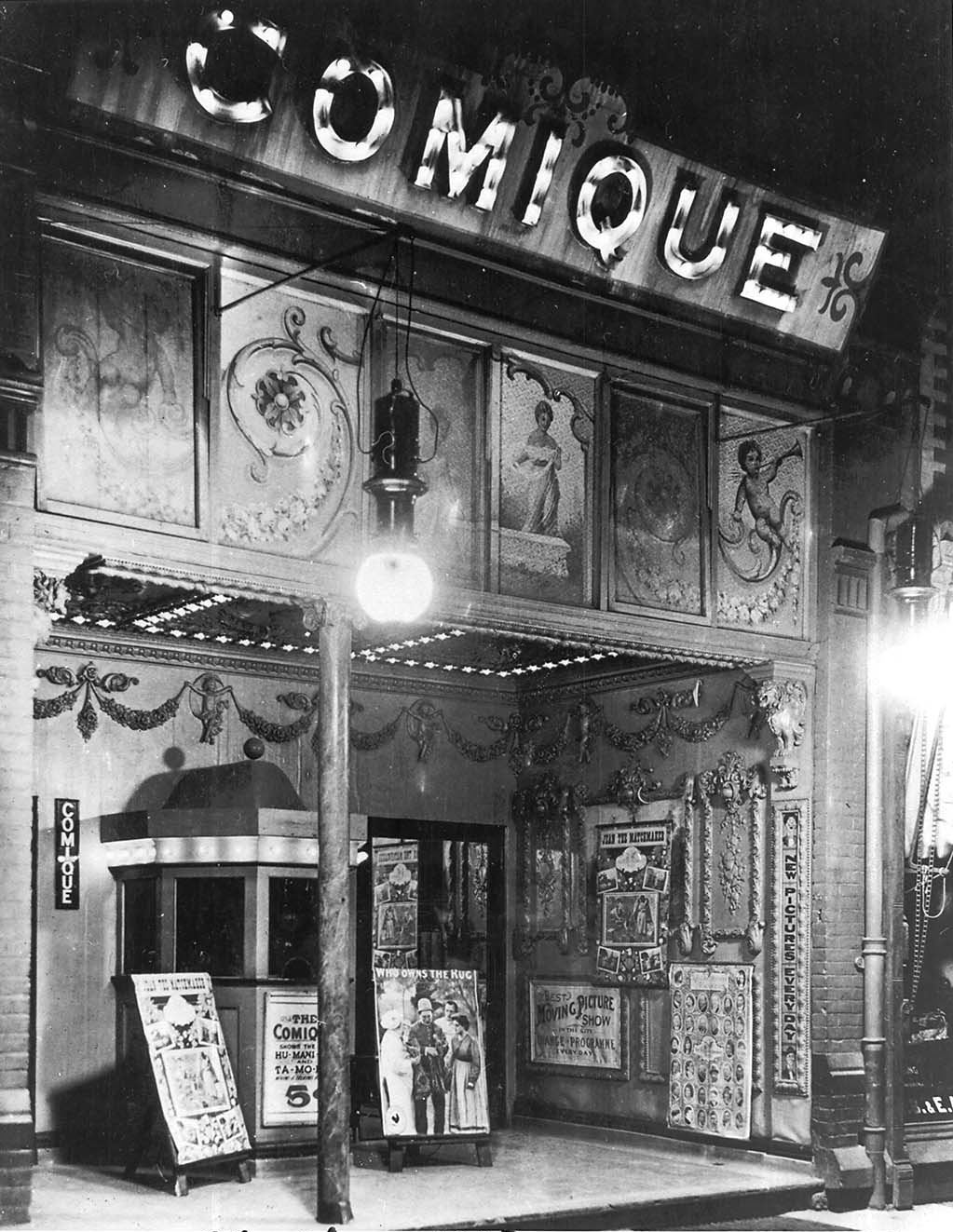
Un Teatro Nickelodeon en Toronto, Ontario, Canadá, circa 1910. Los Nickelodeons a menudo utilizaban carteles llamativos y fachadas ornamentadas para atraer clientes, pero dentro estaban las paredes desnudas y los asientos duros.

El nickelodeon fue el primer tipo de espacio de exposición interior dedicado a proyectar películas en los Estados Unidos. Estos prosperaron entre 1905 y 1915, y por lo general, se creaban en antiguos escaparates y había que pagar cinco centavos para entrar.
“Nickelodeon” se inventó a partir de Nickel (en español Níquel), el nombre de la moneda de cinco centavos de Estados Unidos, y la antigua palabra griega Odeón, un teatro con techo, este último creado de forma indirecta a través del famoso Odéon en París, emblema de un teatro muy grande y lujoso como lo era el Ritz de un gran hotel. Por razones desconocidas, en 1949 el libretista/letrista de una canción popular, Music! Music! Music! incorporó el refrán “Pon otro nickel, en el nickelodeon...”, evidentemente refiriéndose tanto a un tocadiscos como a un instrumento musical mecánico, como por ejemplo un pianista que funciona con monedas o orchestrion. El significado de la palabra se ha enturbiado desde entonces. De hecho, a principios del siglo XX, se usaba únicamente para referirse a un pequeño teatro que costaba cinco centavos y no a cualquier máquina de monedas, incluyendo salas de cine con máquinas recreativas, como el Kinetoscopio y Mutoscope.
Las primeras películas se mostraron en máquinas "peep show" o se proyectaron en teatros de vodevil como otra forma de actos en vivo. Los Nickelodeons alteraron de forma drástica las prácticas de exhibición de cine y las costumbres de ocio de un amplio sector de la opinión pública americana. A pesar de que se caracterizaron por actuaciones continuas de una selección de cortometrajes, añadieron atracciones, como las canciones ilustradas, las cuales a veces eran una característica importante. Considerado como de mala reputación y peligroso por algunos grupos cívicos y agencias municipales, los nickelodeons más vulgares y mal ventilados con asientos de madera duros se anticuaron conforme las películas más largas se hicieron comunes, y se construyeron salas de cine más grandes y más cómodamente amobladas, una tendencia que culminó en los lujosos "palacios del cine" de la década de 1920.
El famoso historiador de cine Charles Musser escribió, "No es exagerado decir que el cine moderno se inició con los nickelodeons"

## Historia
El nombre “Nickelodeon” se utilizó por primera vez en 1888 con Austin Nickelodeon, situado en Boston, Massachusetts. Sin embargo, el término se hizo popular gracias a Harry Davis y John P. Harris, quienes abrieron su pequeño teatro el 19 de junio de 1905 con tal nombre en la calle Smithfield, en Pittsburgh, Pensilvania. Lo llamaron Nickelodeon, jugando con la palabra griega "odeon" para un teatro, adoptado del famoso Odéon de París del siglo XVIII. Aunque no fue el primer teatro en el que se proyectaban películas, en 1919, un artículo de las noticias publicó que se trataba del primer teatro del mundo “comprometido exclusivamente en la exhibición de espectáculos de imágenes en movimiento”. Davis y Harris tuvieron tan suma fama con su operación, que su concepto de teatro de cinco centavos lo imitaron inmediatamente emprendedores ambiciosos, del mismo modo que el nombre del teatro en sí. Las estadísticas indicaron que el número de “nickelodeons” en Estados Unidos se multiplicó entre 1907 y 1908 hasta llegar a alrededor de los 8000 y se estimó que para el año 1910, veintiséis millones de americanos visitarían estos teatros cada semana. Los teatros que se transformaron atraían menos de 200, los patrocinadores se sentaban con frecuencia en sillas de dura madera, las pantallas colgaban en la pared del fondo y el piano ( a lo mejor acompañado de una batería), se colocaría a un lado o debajo de la pantalla.
Los “nickelodeons” más grandes, tenía la capacidad de unas 1000 personas. A medida que Louis B. Mayer envejecía, los “nickelodeon” empezaban a aumentar; reformó el Gem Theater en Haverhill, Massachusetts convirtiéndolo en un “nickelodeon” que abrió sus puertas en 1907 como el Orpheo Theater, anunciando que este sería “el hogar del entretenimiento exquisito comprometido con las películas animadas de los hermanos Miles y sus canciones ilustradas”. Otros conocidos propietarios de “nickelodeon” fueron los hermanos Skouras de San Louis.

## Cambios en la distribución y la exhibición de películas
Nickelodeons alteraron radicalmente el modo de representación que correspondía con los cambios en los modos de distribución y en los tipos de películas que se estaban realizando. Alrededor de 1903, las películas más largas multi-shot se hicieron más frecuentes, y este cambio provocó innovaciones importantes en la distribución de películas con la creación de "intercambios de películas ". El intercambio de películas compraría películas de los fabricantes y luego las alquilarían a los exhibidores. Con un suministro constante de diferentes películas, los exhibidores finalmente tuvieron la posibilidad de abrir espacios donde las películas eran la atracción central. Ellos no tenían que preocuparse por encontrar nuevos públicos porque el mismo público volvería a ver una y otra vez películas diferentes. Las prácticas de exhibición eran muy variadas y los programas duraban entre diez minutos y una hora y media o más de longitud. A menudo, los programas funcionaban continuamente y los patrocinadores se unieron a un programa ya en marcha cuando llegaron y se quedaban todo el tiempo que querían. Mientras que algunos nickelodeons solo emitían películas, otros ofrecieron espectáculos que combinaban películas con actos de vodevil o canciones ilustradas.
La conveniencia de películas más largas, que permitieron que nickelodeons crecieran como lo hicieron, fue el resultado de una serie de factores. Por un lado, la competencia económica entre las empresas de producción cinematográfica que ejercercían presión sobre ellos para crear películas más elaboradas y a menudo más largas, para diferenciar una película de otra. Además, las películas más largas eran más atractivas puesto que el precio pagado por los expositores dependía de la longitud de una película y cuanto más larga era la película, más beneficios se podían obtener. A algunos exhibidores les parecía más conveniente hacer películas largas, ya que la programación era más fácil, más rápida y posiblemente más barata, ya que no tuvieron que organizar sus propios programas editando conjuntamente una variedad de cortometrajes. Los directores tenían un gran deseo de hacer películas largas porque significaba una mayor innovación artística, tratando de encontrar nuevas formas de involucrar al público. La popularidad de las películas largas también significó un aumento de la producción de películas de ficción pero una disminución en películas de actualidad. Una de las posibles razones de este cambio es que las películas de ficción eran a menudo más fáciles de planificar y más baratas de rodar que las de actualidad que estaban sujetas a diversas dificultades relacionadas con los escenarios fuera del estudio. Por tanto, las películas de ficción se convirtieron rápidamente en producciones regulares, y la popularidad de las películas largas significó la venta de películas de actualidad, que eran generalmente de poca duración.

## Audiencia
Los primeros escritores de la historia del cine americano supusieron que las audiencias de los nickelodeon eran fundamentalmente gente de la clase media que no podían pagar una entrada de alto coste.. Muchos historiadores actuales, sin embargo, hacen hincapié en la importancia de las audiencias de las clases medias durante la era de los nickelodeon y en los últimos años de la década de 1910. En el fondo la imagen de los “nickelodeons” de las historias tradicionales se basa en la creencia de que las películas eran un entretenimiento para el proletariado, y que las clases altas y medias se mantuvieron al margen hasta después de la Primera Guerra Mundial. Esta idea se refleja en el estudio realizado por Jacob Lewis en 1939, donde cita: “ Concentrados principalmente en los distritos comerciales más pobres y los tugurios, las gentes de buena familia despreciaban los cines, mientras que eran los obreros y sus familias aquellos que frecuentaban estos lugares sin importarles las apretadas, poco higiénicas y peligrosas localidades que la mayoría de los nickelodeon ofrecían.” En su reciente investigación, sin embargo, Robert C. Allen ha considerado que las películas, de igual modo, atrajeron a las clases medias como lo ilustra la ubicación de las primeras salas de cine en los tradicionales centros de ocio. Allen escribió que “ en términos sociales, había más nickelodeons situados en o cerca de los barrios de clase media, que en el gueto de Lower East Side”.

## Los nickelodeons de Manhattan
El auge de los nickelodeon en Manhattan entre 1905 y 1907 ha funcionado a menudo como clave histórica para el incremento de las películas en general. Ben Singer escribió en su análisis sobre los nickelodeon en Manhattan lo siguiente: “ Para la mayoría de la gente... los nickelodeon del gueto de Lower East Side en Manhattan tienen la imagen de pequeños y sucios lugares, considerados símbolo del surgimiento del cine en América”. Los nickelodeon constantemente aparecían en las zonas más densas de la ciudad como los lugares de concentración residencial y gran tránsito de peatones. Áreas cómo Union Square, Herald Square, 23rd Street, y 125rd Street eran las ubicaciones obvias, y fue allí dónde surgieron los cines más grandes. Los barrios de nickelodeons, donde se encontraban la mayor parte de los cines en Manhattan, estaban casi siempre ubicados en barrios con grandes densidades de población distribuidos en un número sustancial de bloques.

## Tipos de programas de Nickelodeon
Los Nickelodeons generalmente mostraban películas de diez a quince minutos de duración, y con una variedad de estilos y de temas, tales como narraciones cortas, "paisaje" (vistas del mundo desde los trenes en movimiento), "realidades" (precursores de películas documentales posteriores), canciones ilustradas, canciones y números de baile locales o de viajes, comedias, melodramas, obras de tesis, animaciones stop-motion, eventos deportivos y otras características que les permitían competir con las casas de vodevil.
Los títulos de unas pocas películas se emitieron en 1907 y fueron distribuidas por los hermanos Miles Herbert, Harry y Earl C.) a los Nickelodeons, ilustrando solo parcialmente su diversidad.
Estas se han extraído de un artículo publicado en 1907 en el The Saturday Evening Post:
- Catch the Kid (dirigida por Alf Collins; comedia)
- The Coroner's Mistake (historia de terror cómica)
- The Fatal Hand (dirigida por J. H. Martin; drama)
- Johnny's Run (dirigida por Frank Mottershaw; comedia)
- Knight-Errant (dirigida por J. H. Martin; drama histórico antiguo)
- A Mother's Sin (dirigida por J. H. Martin; drama)
- The Romany's Revenge (dirigida por Frank Mottershaw; drama)
- Roof to Cellar (comedia)
- Sailor's Return (drama)
- Village Fire Brigade (dirigida por James Williamson; comedia)
- Wizard's World (comedia)

Otras películas de 1907 que también distribuyeron los hermanos Miles a los Nikelodeons fueron:
- Anarchist's Mother-in-Law
- Boss Away, Choppers Play
- Cambridge-Oxford Race
- Cheekiest Man on Earth
- Female Wrestlers
- Great Lion Hunt
- Shriners' CAnarchist's Mother-in-Law
- Boss Away, Choppers Play
- Cambridge-Oxford Race
- Cheekiest Man on Earth
- Female Wrestlers
- Great Lion Hunt
- Indian Basket Weavers
- International Contest for the Heavyweight Championship: Squires vs. Burns
- Squires, Australian Champion, in His Training Quarters
- That Awful Tooth
- The White Slave
- A Woman's Duel

## Declive
- Wikimedia Commons alberga una categoría multimedia sobre Nickelodeon.

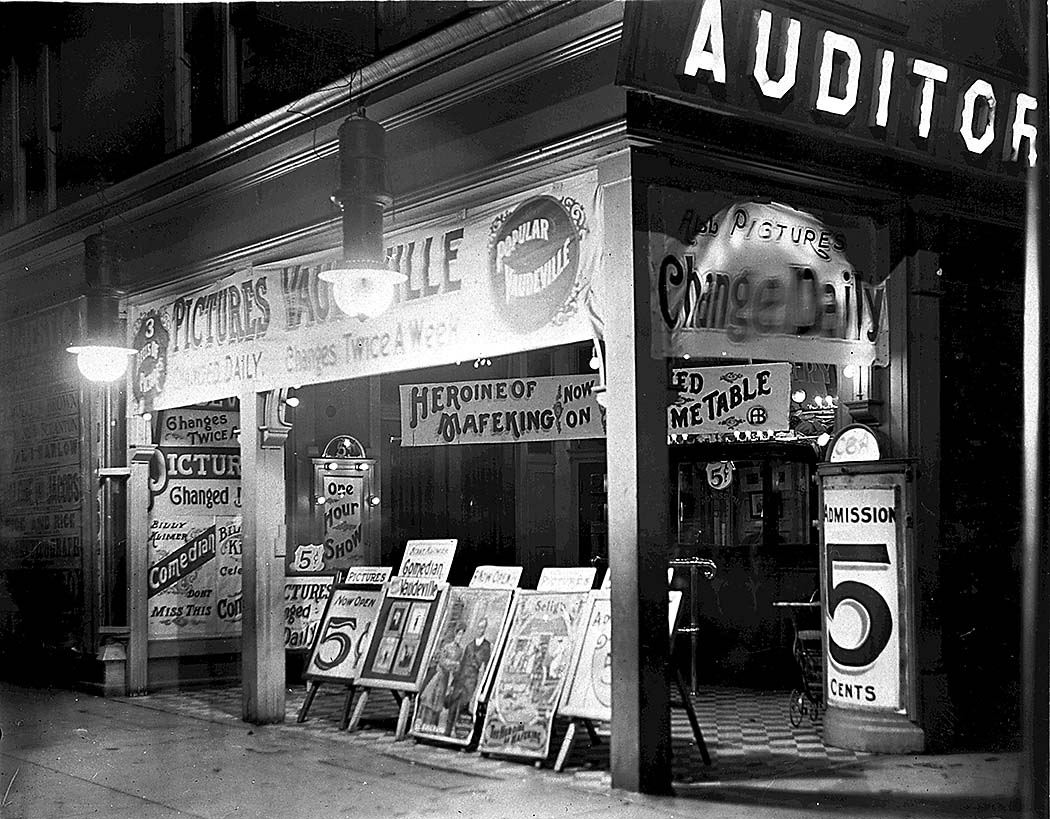
Un Nickelodeon de 1910 que muestra "The Heroine of MAfeking y otras películas

A pesar de los duros años entre 1905 y 1913, los nickelodeons se convirtieron en las víctimas de sus propios éxitos debido a que el público creció rápidamente y se necesitaban auditorios más grandes.
Nickelodeons disminuyeron aún más con la llegada de la película de larga duración, y a medida que las ciudades crecían, la consolidación de la industria se dirigió a cines más grandes y cómodos, y mejor equipados. Los largometrajes hicieron que los precios de las entradas se doblaran, pasaron de cinco centavos a diez centavos. A pesar de que su auge fue relativamente breve, nickelodeons jugaron un papel importante en la creación de un espectador especializado, "el cinéfilo", que ahora podría integrar el ir al cine a su vida de una manera que antes resultaba imposible. Miriam Hansen ha señalado que el término "espectador" se había convertido en algo común en 1910. La explosión nickelodeon también aumentó la demanda de nuevas películas, ya que miles de cines necesitaban nuevos productos.